# Benemerenza per gli equipaggi della marina mercantile
La benemerenza per gli equipaggi della marina mercantile fu un pubblico attestato di benemerenza istituito dal Regno d'Italia per i membri degli equipaggi delle navi mercantili nazionali che, pur non essendo impiegati direttamente in combattimento, erano ugualmente spesso esposti ai rischi e ai disagi inerenti l'esercizio della navigazione durante la prima guerra mondiale.

## Distintivo per gli equipaggi delle navi mercantili
Lo speciale Distintivo per gli equipaggi delle navi mercantili fu istituito nel 1918 come pubblico attestato di benemerenza per i membri degli equipaggi delle navi mercantili nazionali che si esposero ai rischi e sopportarono i disagi inerenti l'esercizio della navigazione durante la guerra 1915-1918.
Tale distintivo andava ad affiancare il Distintivo per le fatiche di guerra, istituito nel 1916.

### Insegne
Il distintivo consiste in un nastrino di seta con undici righe verticali di eguale larghezza alternate nei colori azzurro e bianco.
Andava portato sul lato sinistro del petto.

### Criteri di eleggibilità
Avevano diritto a fregiarsi del distintivo gli iscritti alla gente di mare i quali, almeno per dodici mesi, appartennero dopo il 24 maggio 1915 agli equipaggi di navi mercantili requisite o noleggiate dallo Stato, oppure dopo l'8 febbraio 1916 fecero parte di equipaggi di altre navi mercantili nazionali.
Poteva essere accordata l'autorizzazione a fregiarsi del distintivo speciale anche a quelle persone che, pur non essendo iscritte alla gente di mare appartennero, in conformità di legge, agli equipaggi di navi mercantili, per il periodo di tempo e nelle condizioni di cui sopra.
Il diritto a fregiarsi del distintivo doveva risultare da apposita autorizzazione del Ministro per i trasporti marittimi e ferroviari; tale diritto poteva essere rifiutato o perduto.

## Medaglia di benemerenza per gli equipaggi della marina mercantile
Il Distintivo fu assorbito dalla Medaglia di benemerenza per equipaggi delle navi mercantili che sopportarono i disagi ed i rischi della guerra, istituita nel 1923 per gli iscritti della gente di mare che, facendo parte degli equipaggi delle navi mercantili nazionali, si esposero ai rischi e sopportarono i disagi inerenti all'esercizio della navigazione durante la guerra 1915-1918.
Il decreto istitutivo è stato abrogato nel 2010.

### Criteri di eleggibilità
La medaglia era concessa gratuitamente, a spese dello stato, ai marittimi che, non avendo acquistato diritto alla medaglia commemorativa nazionale 1915-1918  ed a quella dell'unità per effetto di militarizzazione o imbarco su navi requisite o noleggiate, avevano tuttavia ottenuto, o si trovavano nelle condizioni richieste per ottenere il distintivo di benemerenza per la gente di mare di cui sopra.

### Insegne
La medaglia è in tutto identica alla medaglia commemorativa nazionale 1915-1918 istituita nel 1920.
Andava portata al lato sinistro del petto, appesa ad un nastro di seta avente gli stessi colori e le stesse caratteristiche del distintivo.
Sul nastro andavano applicate tante fascette in bronzo quanti erano gli anni interi di navigazione effettuati nelle condizioni previste per l'ottenimento del distintivo; anche tali fascette sono identiche a quelle della medaglia commemorativa nazionale 1915-1918, ognuna reca l'indicazione dell'anno.
In luogo della medaglia si poteva portare il solo nastrino sul quale andava applicato un numero di stellette d'argento a cinque punte, del diametro di cinque millimetri, pari a quello delle fascette poste sul nastro.
| Nastrini                   |                    |                    |                    |                    |
| meno di 1 anno di campagna | 1 anno di campagna | 2 anni di campagna | 3 anni di campagna | 4 anni di campagna |

## |Medaglia interalleata della vittoria
A tutti i marittimi che avevano ottenuto o raggiunto le condizioni per ottenere il distintivo per le fatiche di guerra istituito nel 1916 o il distintivo di benemerenza di cui sopra, era inoltre concessa la Medaglia interalleata della vittoria, commemorativa della grande guerra per la civiltà, istituita nel 1918.